# Colpo di mano a Mosca
Colpo di mano a Mosca è l'undicesimo libro pubblicato da Sven Hassel.

## Trama
L'Operazione Barbarossa è iniziata da qualche mese, nel giugno 1941, l'offensiva tedesca si avvicina a Mosca. A fine estate il battaglione di disciplina, i cui membri sono protagonisti del romanzo, è impegnato a liquidare una compagnia di cinque carri BT-5 sovietici per far saltare un ponte.  Gli scontri si fanno sempre più cruenti, le truppe corazzate devono vedersela con i nuovi, giganteschi carri T-34. Sven Hassel e i suoi compagni perdono più volte il mezzo, distrutto nei combattimenti sempre più ravvicinati a mano a mano che ci si avvicina a Mosca.
All'inizio dell'inverno, la Wehrmacht non ha ancora equipaggiamento di stagione perché Hitler si rifiuta di ammettere che Mosca possa resistere a lungo. I combattenti maledicono in ugual modo i sovietici e i nazisti all'interno dell'esercito. Si comincia a diffondere la consapevolezza che sia possibile perdere la guerra dopo la vittoriosa avanzata dell'estate, mentre le divisioni corazzate sono a soltanto 150 km dalla capitale russa.
I comandi continuano a ripetere che la guerra finirà entro natale con la caduta di Mosca, ma l'esercito ha già perso oltre un milione di uomini e le fabbriche sovietiche continuano a produrre carri giganteschi. La squadra di Sven Hassel e dei suoi compagni viene scelta per una difficilissima missione dietro le linee del fronte, all'interno della capitale: guidati da un mongolo di nome Vassilij, che detesta i russi, dovranno distruggere un'importante fabbrica di carri T-34.
La missione è estremamente pericolosa, i partecipanti travestiti con divise rubate rischiano di venire scoperti e cadere nelle mani dell'NKVD, ma sotto la guida di Vassilij riescono a distruggere l'impianto. Al ritorno però nelle postazioni di partenza, il mongolo viene accidentalmente ucciso da fuoco amico.
Pochi giorni dopo ha inizio il terribile e inatteso contrattacco sovietico. Il fronte tedesco è sfondato in profondità, le unità si disperdono. I protagonisti rimangono isolati nella campagna sotto la neve, devono cavarsela in pieno inverno e in mezzo alle truppe corazzate sovietiche che avanzano vittoriose. Riusciranno a rientrare e si ritroveranno tutti quanti alla fine, feriti, sul treno ospedale che li riporterà in patria; la loro esperienza nella campagna di Russia è terminata, ma dopo la guarigione saranno pronti per altri fronti di guerra.

## Edizioni
- Sven Hassel, Colpo di mano a Mosca, traduzione di Giovanna Rosselli, Sonzogno, 1998, ISBN 88-454-1703-4.